# Love Is All You Need?
Love Is All You Need? (en español: ¿El amor es todo lo que necesitas?) es una película estadounidense dramática y romántica, dirigida y coescrita por Kim Rocco Shields, quien anteriormente había dirigido un cortometraje homónimo con el mismo argumento. Trata sobre un mundo al revés en el que la heterosexualidad está discrimidada y despreciada socialmente.
Los actores protagonistas son por Emily Osment, Briana Evigan, Tyler Blackburn, Elisabeth Röhm y Jeremy Sisto. David Tillman fue coguionista y el tráiler oficial de la película se dio a conocer el 27 de enero de 2016.

## Argumento
Jude Klein (Briana Evigan) es la mariscal de campo del equipo de fútbol Timberwolves. Lleva una vida normal y es una chica popular, que mantiene una relación con Kelly Williams (Emily Osment). Todo cambia cuando conoce a Ryan Morris (Tyler Blackburn). La confusión, prejuicios, y religión comenzarán a atormentarla cuando se vea atraída hacia él. Luego de que su relación se hace pública, la gente comenzará a acosarlos con fuertes burlas y golpizas. 
Mientras tanto, Emily Curtis (Kyla Kenedy), una niña prepúber que lleva una vida común y corriente, tras ser expulsada del equipo de fútbol de su escuela encontrará comodidad en su nueva amistad Ian Santilli (Jacob Rodier), uno de sus compañeros de clase. Cuando la hermana de Ian, Paula Santilli (Ava Allan), se pone al tanto de esta relación, comenzará junto con sus amigos a acosar a Emily.

## Reparto
- Briana Evigan como Jude Klein.
- Tyler Blackburn como Ryan Morris.
- Emily Osment como Kelly Williams.
- Elisabeth Röhm como Reverenda Rachel.
- Jeremy Sisto como Mr. Thompson.
- Ana Ortiz como Susan Miller.
- Kyla Kenedy como Emily Curtis.
- Blake Cooper Griffin como Bill Bradley.
- Katherine LaNasa como Vicki Curtis.
- Jenica Bergere como Karen Curtis.
- Paul Ben-Victor como Director Birdsell.
- Leonard Roberts como Entrenador Thompson.
- Jacob Rodier como Ian Santilli.
- Ava Allan como Paula Santilli.
- Robert Gant como Pete Santilli.
- Shawn Parsons como Allen Santilli.
- Leisha Hailey como Entrenadora Jenkins.
- Lexi DiBenedetto como Ashley.
- Tim Chiou como Brad.
- Mike C. Manning como Benson.

## Producción

### Elenco
El 15 de octubre de 2014, se informó que Emily Osment, Briana Evigan y Kyla Kenedy formarían parte de la película como protagonistas de la misma. El 21 de octubre de 2014, Jeremy Sisto, Ana Ortiz, Katherine LaNasa, Jenica Bergere y Leonard Roberts fueron confirmados para formar parte del elenco principal de la película. El 28 de octubre de 2014, se unió al elenco principal de la película, Tyler Blackburn.

### Filmación
Se informó de que la grabación de la película comenzó en octubre del 2014 con localizaciones en Los Ángeles, E.U.A, y se espera el estreno de la película en 2016.

## Cortometraje
En el 2011 la directora Kim Rocco Shields lanzó un cortometraje donde la protagonista, Ashley, es una niña que tiene preferencias hacia un chico. Cuando la escuela se pone al tanto de la orientación sexual de esta niña, fuertes burlas comienzan a acecharla. Un cortometraje que nos mostró sobre el acoso escolar, suicidio y homosexualidad. El vídeo se hizo viral en YouTube, con reacciones contrapuestas de los espectadores.